# Crytek
Crytek è un'azienda tedesca dedita allo sviluppo di videogiochi con sede nella città di Francoforte, fondata nel 2000 dai fratelli Avnil, Cevat e Faruk Yerli.
È celebre per aver realizzato la serie Crysis e il primo capitolo di Far Cry, prima di cederne i diritti ad Ubisoft.

## Videogiochi
| Anno | Titolo                | Piattaforma/e                         |
| ---- | --------------------- | ------------------------------------- |
| 2004 | Far Cry               | Windows                               |
| 2007 | Crysis                | Windows, PlayStation 3, Xbox 360      |
| 2008 | Crysis: Warhead       | Windows                               |
| 2011 | Crysis 2              | Windows, PlayStation 3, Xbox 360      |
| 2013 | Crysis 3              | Windows, PlayStation 3, Xbox 360      |
| 2013 | Warface               | Windows, PlayStation 4, Xbox One      |
| 2013 | Ryse: Son of Rome     | Windows, Xbox One                     |
| 2016 | The Climb             | Windows                               |
| 2016 | Robinson: The Journey | Windows, PlayStation 4                |
| 2019 | Hunt: Showdown        | Windows, PlayStation 4, Xbox One      |
| 2020 | The Climb 2           | Windows                               |
| TBA  | Crysis 4              | Windows, Playstation 5, Xbox Series X |